# 向後つぐお
向後 つぐお（こうご つぐお、1949年11月19日 - ）は、日本の漫画家。東京都江東区亀戸出身。現在のペンネームは向後次雄。デビュー時はこうご次男というペンネームを使用していた。

## 来歴
16歳の時、永島慎二の元に内弟子として入る。当時のアシスタント仲間に村岡栄一や三橋乙揶らがおり、永島の作品『若者たち』のモデルとなっている。デビュー作は18歳の時、『COM』1968年5月号付録「ぐら・こん」Vol.1に掲載された『埃』。永島慎二のアメリカ旅行（1968年）の間は辻なおきのアシスタントになり、永島慎二の帰国に伴い再び1年間アシスタントを務めたのち独立した。青年誌を中心に、女性を主人公にした作品が多い。

## 主要単行本リスト
- 大江戸かわら版（原作・荒木一郎）（桃園書房、1977年）
- 真知子（日本文芸社、1977年 - 、全6巻）
  - 真知子（松文館）
  - 真知子　みゆきぼたん雪（松文館、1993年）
- 浅草三文オペラ（而立書房、1979年）
  - 浅草三文オペラ　真知子　星の降る日に（松文館）

- ラジコン・ブルース
  1. 女子大生娼婦（日本文芸社、1980年）
  2. 白い肌の記憶（日本文芸社、1980年）

  - 女子大生娼婦（松文館、1992年）
- ひと夜分の青春（けいせい出版、1985年）
- オビ屋稼業（原作・東史郎）（松文館、1991年）
- すっ飛びの桂馬（日本文芸社、1984年 - 、全6巻）
- おとこ喰い（原作・伊東恒久）（1989年 - 、芳文社、全10巻）
- 茗荷谷なみだ坂診療所（原作・宇治谷順）（芳文社『週刊漫画TIMES』、2000年 - 2021年、印刷版第1,2巻（以後、続巻無し）、電子コミック版『なみだ坂診療所　完全版』全52巻）[2]

## 師匠
永島慎二